# Alburnoides holciki
Alburnoides holciki — вид коропоподібних риб роду Бистрянка (Alburnoides) родини Ялецеві (Leuciscidae). Вид названий на честь словацького біолога Юрая Гольчика. Мешкає у водоймах басейну річки Харі в Афганістані та Ірані.

## Опис
Тіло завдовжки 10,2 см. Віддає перевагу гірським ділянкам річок і струмків, хоча і зустрічається у невеликих водосховищах і каналах.